# Вулиця Лесі Українки (Ялта)
Вулиця Лесі Українки (крим. Lesâ Ukrayinka soqağı) — вулиця в історичному центрі Ялти, петлеподібно проходить від вулиці Войкова та виходить до неї ж.
Довжина вулиці становить близько 350 метрів (плюс приблизно 100-метровий тупичок, що відокремлюється від вулиці на захід).

## Історія
Ця частина міста почала забудовуватися у 1880-х роках. Початкова назва — Дарсанівська, за назвою місцевості «Бугор Дарсана», на яку вела.
Сучасна назва на честь української письменниці Лесі Українки (1871—1913).

## Визначні пам'ятки
Буд. 5 — будинок-притча Олександро-Невського Собору
Буд. 6 — будинок, в якому з листопада 1907 по травень 1908 жила Леся Українка (історична пам'ятка).
У 1967 році над вулицею пройшла мала канатна дорога Ялти.

## Відомі жителі
д. 6 — Леся Українка (меморіальна дошка)
д. 12 — С. Я. Єлпатіївський, К. П. Пєшкова з дітьми, Марина та Анастасія Цвєтаєви

## Галерея

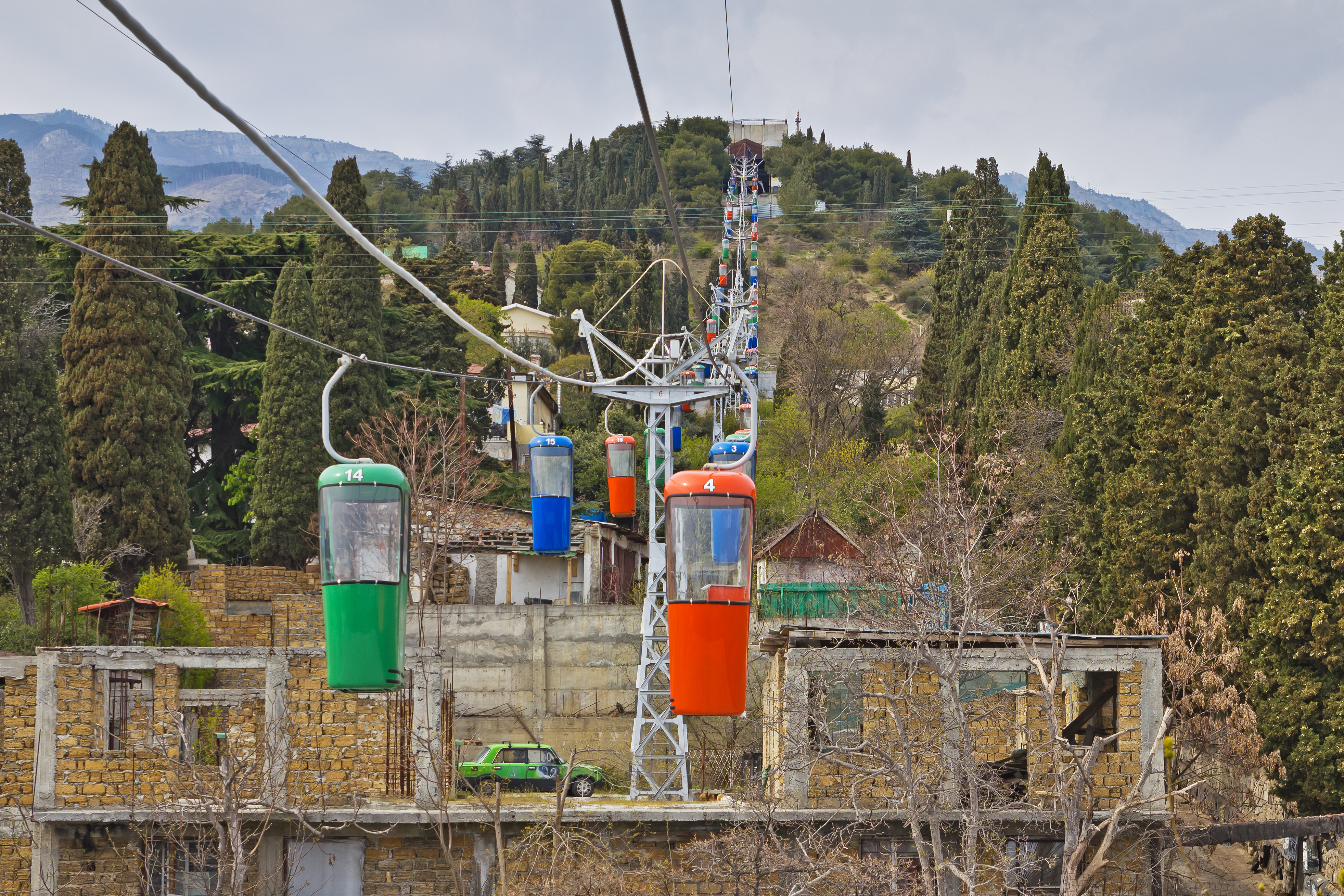
Канатна дорога
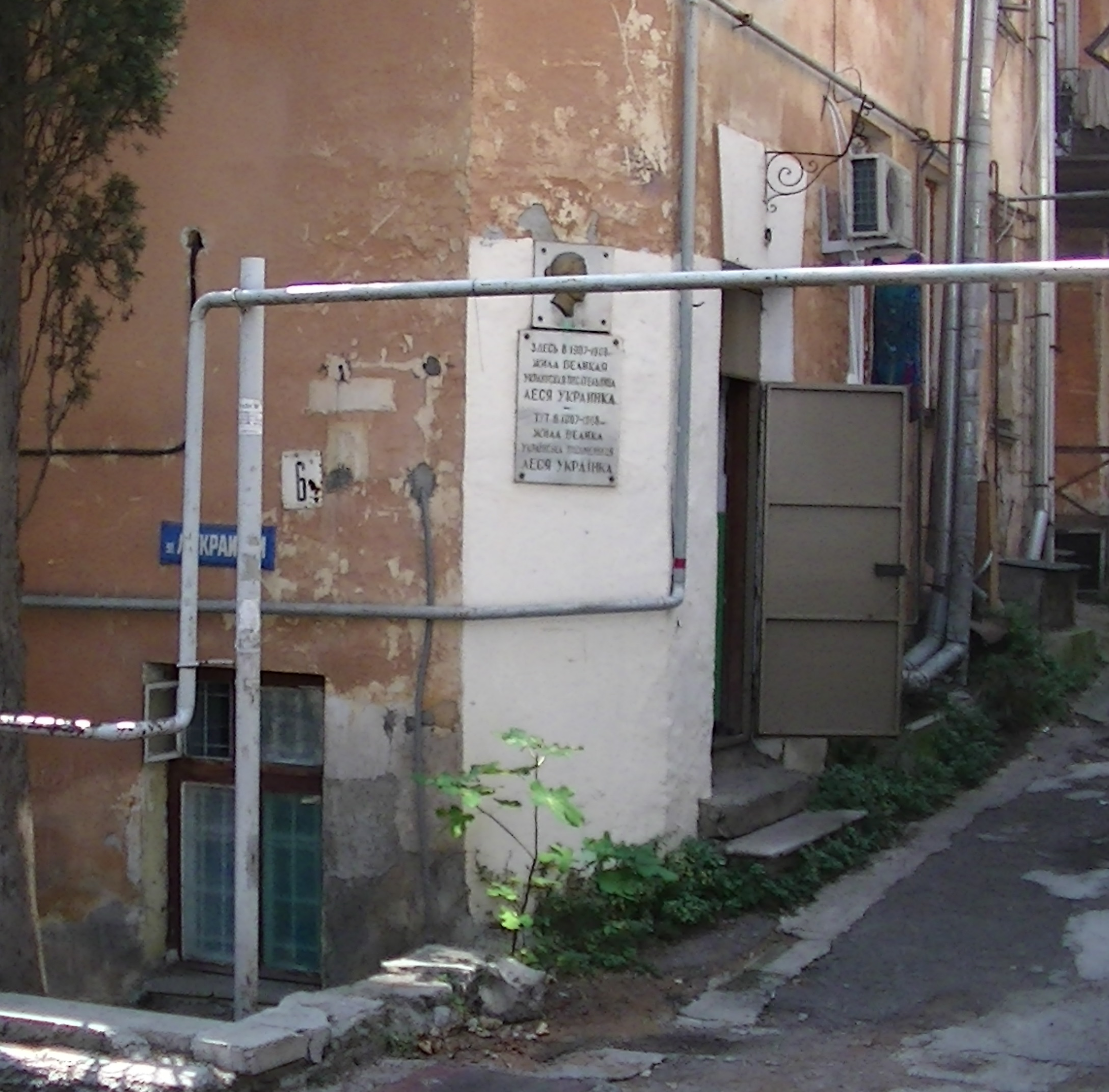
Будинок, у якому жила поетеса Леся Українка